# 元瓒
元瓒（480年—516年12月15日），字宝首，河南郡洛阳县（今河南省洛阳市东）人，追尊魏景穆帝拓跋晃曾孙，使持节、安西将军、西中郎将、夏州刺史、始平顺公元偃第二子，北魏宗室、官员。

## 生平
元瓒的夫人昌容是宣武顺皇后的大姐。景明三年（502年），元瓒出任给事中，正始三年（502年），元瓒转任屯田郎中，延昌元年（512年），转任通直散骑侍郎，延昌四年（515年），出任司空从事中郎，熙平元年，再次出任司空从事中郎。熙平元年十一月六日（516年12月15日），元瓒去世，虚岁三十七，皇帝追赠镇远将军、朔州刺史。神龟二年十一月丙子朔十日乙酉（519年12月16日）葬于长陵之左。

## 济阴王夺爵事件
胡鸿根据出土墓志指出，元瓒夫人昌容出自于氏家族，于氏家族亲信宠爱元诞一支，而于氏家族受到朝廷亲信宠爱，所谓“夺爵”，不是元诞夺取元弼的爵位，而是元诞通过于劲当权的时机，重新获得了本支已经被削夺的封爵。而元诞的叔叔元丽曾任右卫将军，是领军的直接下属，可能结交于氏，安排了元瓒和于昌容的婚事，进而利用于氏的权力，授意元诞要回封爵。

## 家庭

### 曾祖
- 拓跋晃，北魏恭宗景穆皇帝[1]

### 祖父
- 拓跋小新成，北魏使持节、征东大将军、都督冀相济三州诸军事、平原镇大将、济阴王[1]

### 父亲
- 元偃，北魏使持节、安西将军、西中郎将、夏州刺史、始平顺公[1]

### 兄弟
- 元诞，北魏济阴王[1]

### 夫人
- 昌容，北魏中领军、车骑大将军、冀定二州刺史、谥司空公、太原郡开国公于劲长女，宣武顺皇后大姐[1]